# Fernand Khnopff
Fernand Edmond Jean Marie Khnopff (Grembergen-lez-Termonde, 12 settembre 1858 – Bruxelles, 12 novembre 1921) è stato un pittore belga, appartenente al movimento del simbolismo.

## Biografia

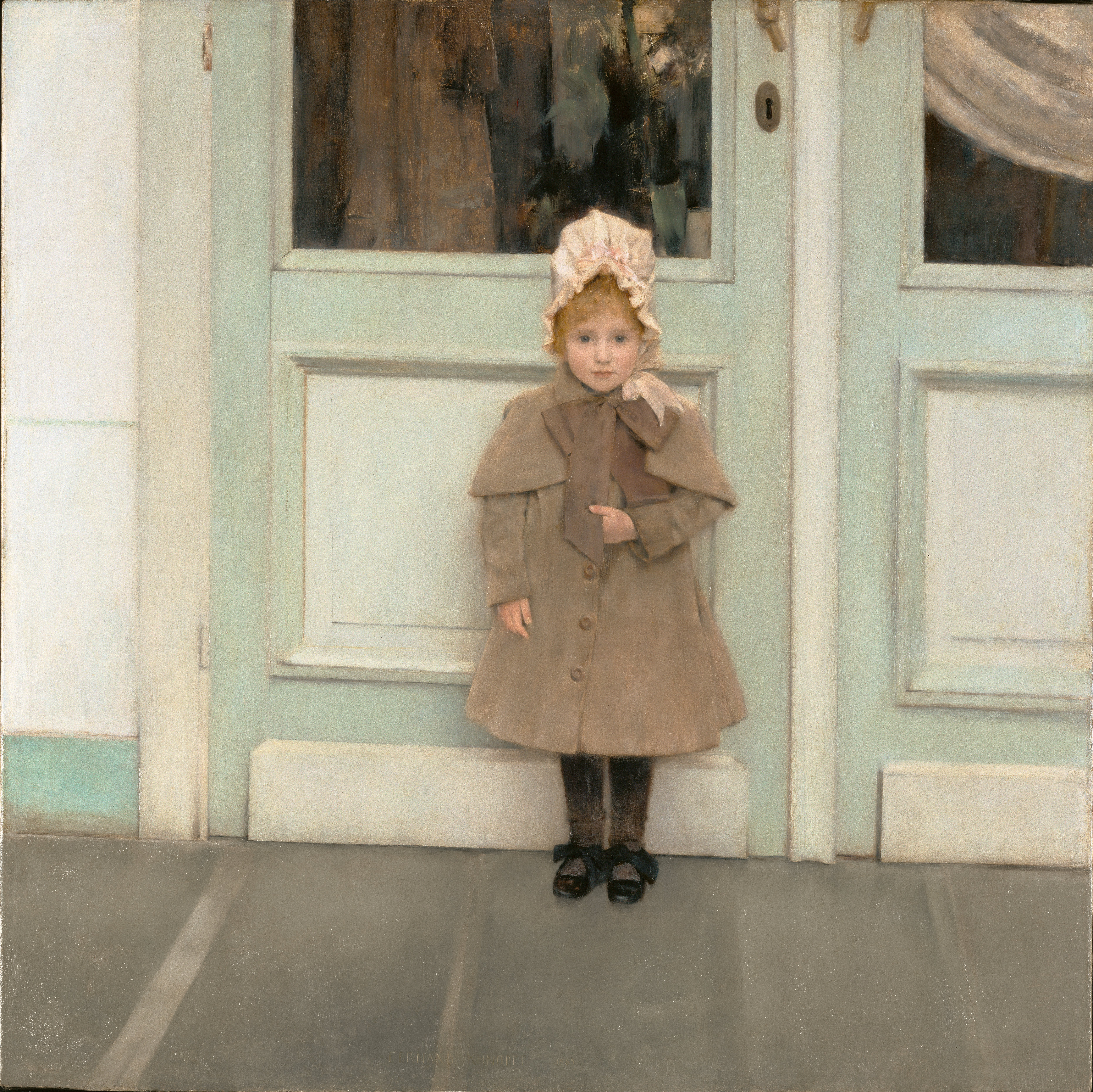
Fernand Khnopff, Jeanne Kéfer (1885); olio su tela, 80×80 cm, Getty Center, Los Angeles

### Giovinezza
Fernand Khnopff nacque il 12 settembre 1858 a Grembergen-lez-Termonde, nelle Fiandre, in una famiglia appartenente all'alta borghesia belga. L'ascendenza borghese della famiglia Khnopff aveva radici plurisecolari: gli antenati del pittore, di origine austriaca e portoghese, si erano insediati nell'area delle Fiandre di Grembergen già sul principio del Seicento, vantando una consolidata tradizione di avvocati e giurati. La netta vocazione forense che vigeva sulla famiglia Khnopff ombreggiò anche l'infanzia e l'adolescenza di Fernand, il quale sembrava naturalmente destinato a diventare avvocato. Sul principio degli anni della sua vita, tuttavia, Khnopff non aveva grandi ambizioni professionali e preferiva trascorrere il suo tempo passeggiando per i vicoli medievali di Bruges, dove il padre era stato nominato Substitut Du Procureur Du Roi.
Una volta terminati gli studi liceali, tuttavia, anche il giovane Fernand dovette fare i conti con i desideri dei genitori e perciò si iscrisse alla facoltà di Giurisprudenza di Bruxelles. In questo ambiente fecondo e ricco di stimoli Khnopff sviluppò una fervente passione per la letteratura, a contatto con le opere di Baudelaire, Flaubert, Leconte de Lisle e molti altri autori francesi. Egli stesso era solito coltivare le sue doti letterarie con la compagnia di Max Waller, Georges Rodenbach, Iwan Gilkin, Émile Verhaeren, Max Leenhardt e altri colleghi che gravitavano intorno ai Jeune Belgique, gruppo che aveva per scopo, oltre all'aiuto reciproco, esercizi di erudizione e di letteratura.

### Carriera artistica
In questa palestra di studio e virtù Khnopff sviluppò, nonostante l'assenza di precedenti in famiglia, un'amabile passione per le Belle Arti. Ormai stancatosi del diritto, Khnopff ben prestò lasciò la facoltà e assecondò le sue velleità pittoriche. Il suo itinerario artistico si inaugurò nell'atelier di Xavier Mellery, pittore di modesta levatura che esortò Khnopff a scandagliare il significato più autentico e, per questo, nascosto delle cose. Nello stimolante ambiente dell'Académie Royale des Beaux-Arts di Bruxelles, ateneo presso il quale insegnava Mellery e perciò assiduamente frequentato da Khnopff, il giovane Fernand decise di consacrare definitivamente la sua vita all'arte e perciò tra il 1877 e il 1880 si recò varie volte a Parigi, vera capitale dell'arte e della cultura del tempo. Nella ville lumière Khnopff scoprì le opere di Delacroix, Ingres, Moreau e Stevens: fu tuttavia il contatto con il preraffaellismo inglese, e in special modo con la produzione di Edward Burne-Jones, a persuaderlo a partecipare pienamente alla temperie decadente e simbolista del tempo.

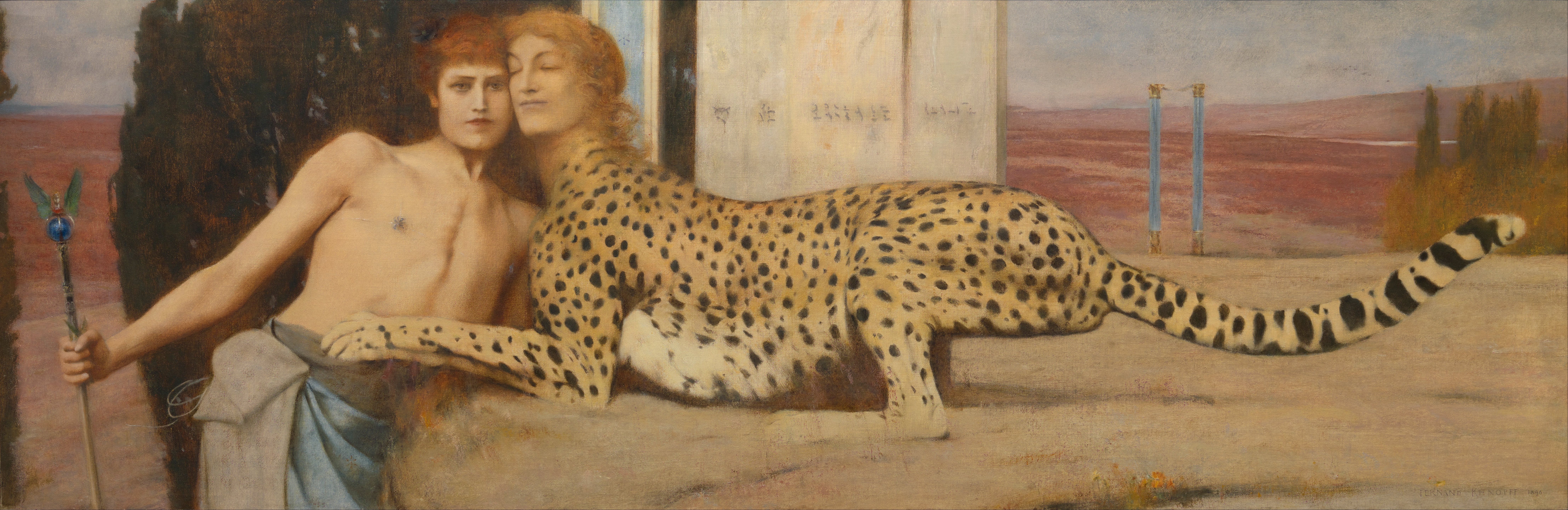
Fernand Khnopff, Le carezze (1896); olio su tela, 50,5×151 cm, Musées Royaux des Beaux Arts de Belgique, Bruxelles

Il debutto pittorico di Khnopff lo si ha nel 1881 con l'esposizione di varie sue opere al Salon de l'Essor di Bruxelles. Le reazioni della critica furono immediatamente forti e unanimemente asperrime, fatta eccezione per Émile Verhaeren, poeta belga che supportò per tutta la vita l'arte di Khnopff, del quale avrebbe poi scritto anche la prima biografia. Nel 1883 partecipò alla fondazione del Groupe des XX [Gruppo dei venti], movimento d'avanguardia che annoverava tra i propri adepti anche James Ensor, Darío de Regoyos, e Théo Van Rysselberghe. Nel frattempo Khnopff iniziò la sua collaborazione con lo scrittore Joséphin Péladan, del quale illustrò le copertine dei romanzi, più notoriamente Le Vice suprême, Le Panthée e  Femmes honnêtes. Nella copertina de Le Vice suprême, in particolare, era incluso un ritratto immaginario di Leonora d'Este, le cui fattezze ricordavano molto stranamente i tratti del famoso soprano Rose Caron. Ebbe così origine uno scandalo che, al di là della consueta virulenza di certe critiche, suscitò anche molto interesse e scalpore, consolidando dunque la notorietà del Khnopff.
Sebbene non fosse un uomo molto aperto e avesse una personalità piuttosto riservata, Khnopff ebbe successo ed onori tanto da ricevere l'Ordine di Leopoldo: tra i suoi amici vi erano artisti come Hunt, Watts, Rossetti, Brown e Burne-Jones, ed egli stesso arrivò a conquistare un posto tutto particolare nella storia dell'arte, licenziando opere celeberrime come Le carezze e Chiudo la porta su me stessa. Morto il 12 novembre 1921, Khnopff è stato seppellito nel cimitero di Laeken.

## Stile e contenuti

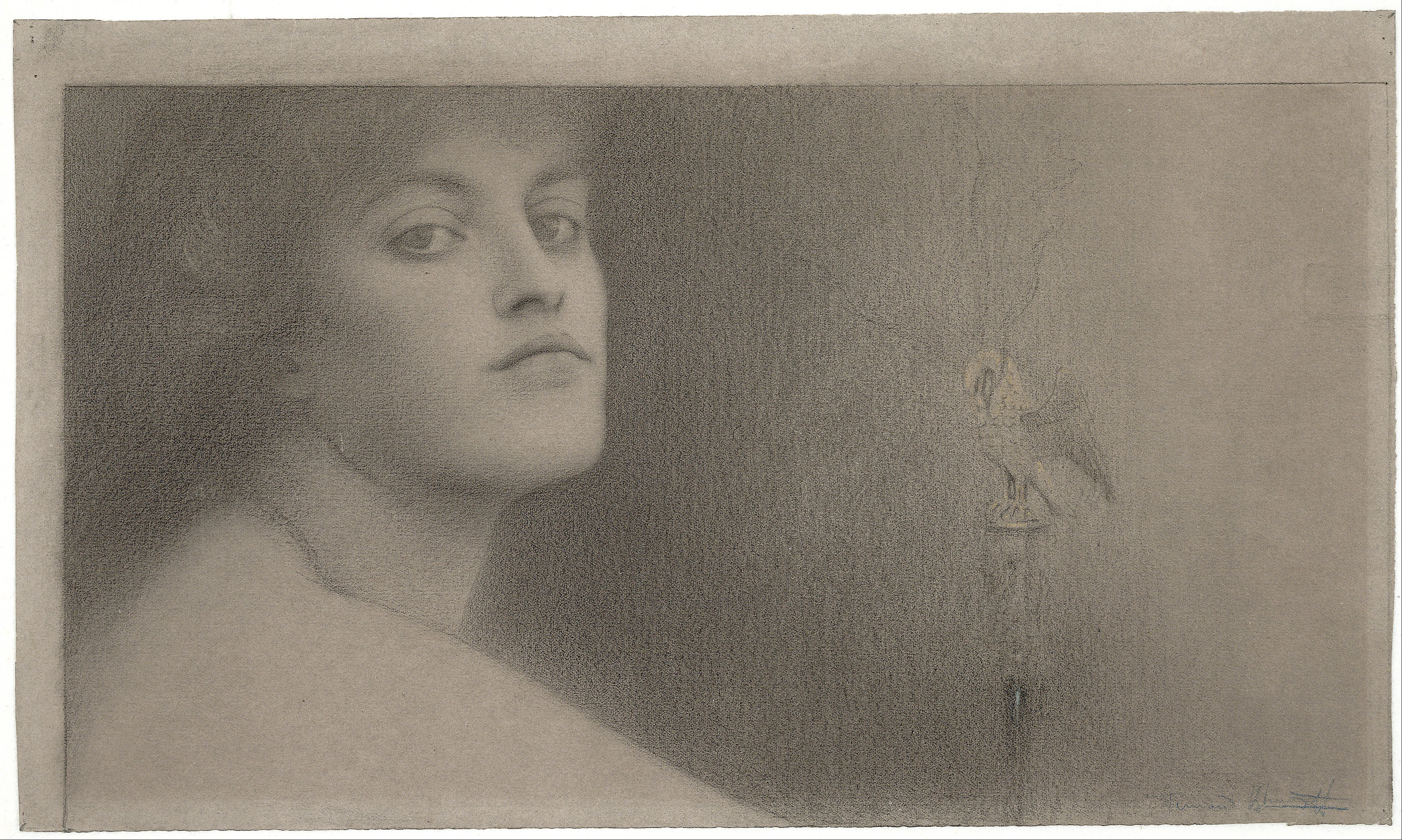
Fernand Khnopff, Studio per L'Offrande (1891); matita, Albertina, Vienna

### Premesse filosofiche
Fernand Khnopff è accreditato tra gli interpreti più sensibili e visionari del Simbolismo europeo. La sua esperienza pittorica, innanzitutto, si configura come un netto rifiuto al Positivismo, indirizzo di pensiero animato da innumerevoli filosofi, letterati e scienziati che, intrigati dagli impetuosi sviluppi della società industriale, nutrivano un'appassionata fiducia nei risultati e nel metodo della scienza sperimentale. Quest'esaltazione della scienza e dei suoi metodi si concretizzava anche in una netta svalutazione della metafisica, dottrina che - facendo appello a cause non rapportabili al metodo scientifico - era secondo il giudizio dei Positivisti astratta, chimerica, e pertanto portatrice di una conoscenza tutt'altro che autentica. «Niente più metafisica!» («Keine Metaphysik mehr!») era il grido che, risentendo di questa grande ripresa positivistica, risuonava nell'Europa di quegli anni.
Khnopff, ripudiando la mentalità positivista, si fa invece cantore di una nuova sensibilità, non più oppressa da una cieca e ingenua fede nella scienza: il filo conduttore dell'estetismo di Khnopff, infatti, si basa sull'esaltazione delle componenti soggettive dell'animo umano e della realtà, per niente priva di proiezioni spirituali o metafisiche (come invece sostenevano i Positivisti). Khnopff oltrepassa infatti le schematizzazioni positiviste e rivendica quelle dimensioni che sfuggivano all'indagine delle scienze sperimentali: mondi sovrannaturali, arcani, che si celano dietro la trapunta arabescata delle apparenze e che sono penetrabili solo dall'artista, il quale grazie a intuizioni misteriose e folgoranti riesce a cogliere le corrispondenze sotterranee tra i vari fenomeni sensibili, non percepibili attraverso quella razionalità tanto celebrata dai Positivisti. Fernand Khnopff, infatti, è uno dei cantori più riusciti del Simbolismo: «né religiosa, né cristiana, né mitologica, la pittura di Khnopff è piuttosto simbolica» disse in tal senso Edmond-Louis De Taeye nel 1898.

### Conseguenze figurative

#### Un enigmatico simbolismo

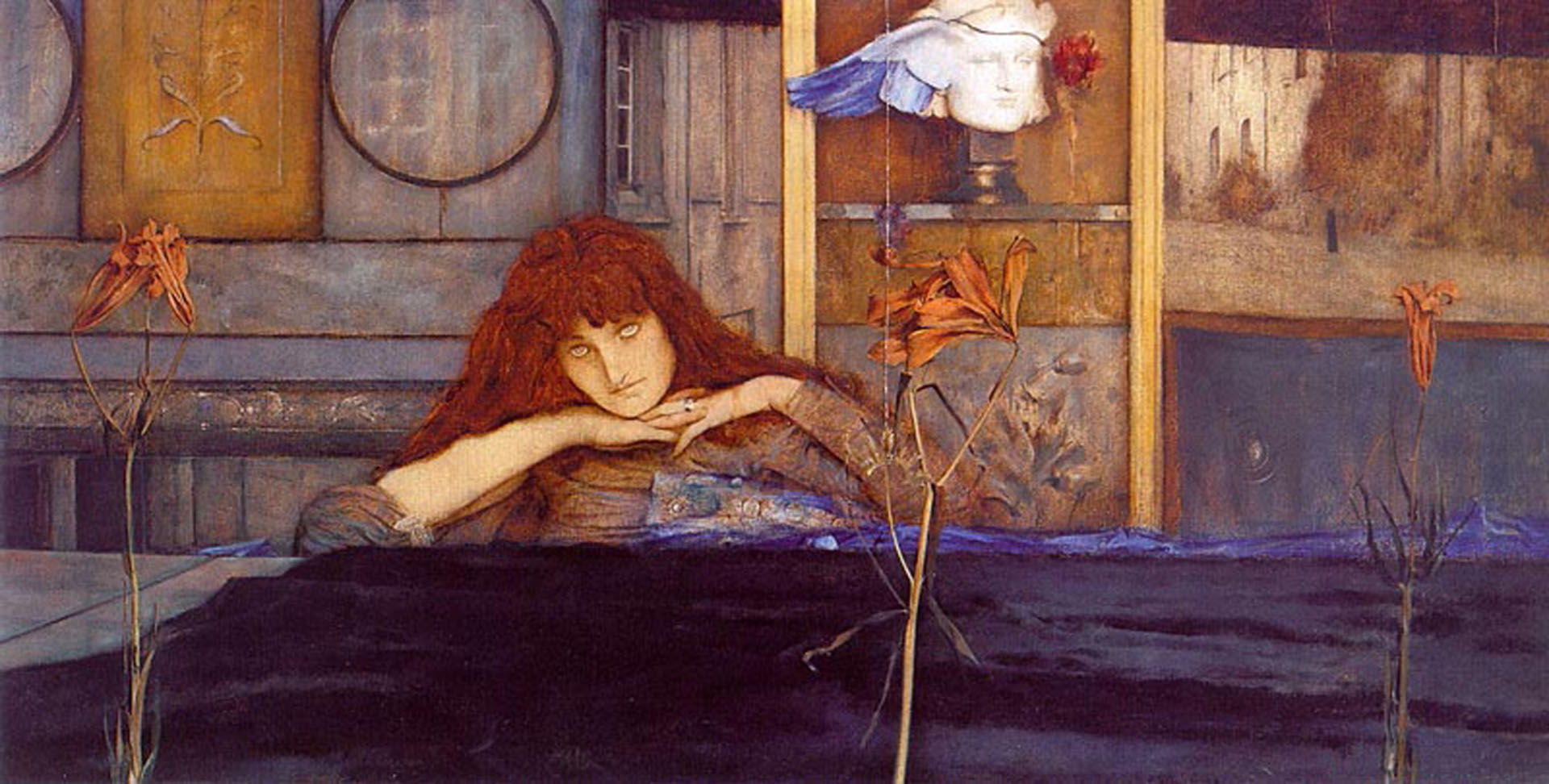
Fernand Khnopff, Chiudo la porta su me stessa (1891), Neue Pinakothek, Monaco di Baviera

Sotto il profilo più strettamente figurativo, Khnopff combina questi intenti simbolisti e decadenti con i compiacimenti estetizzanti della pittura inglese e con le sfumature misticheggianti del gruppo rosacrociano. Ne consegue una pittura alimentata da atmosfere misteriose ed inquietanti, rarefatte da silenzi profondissimi e da algide apparizioni e densissima di simboli arcani ed enigmatici dai complessi rimandi letterari ed allusivi. Sono proprio questi i poli pulsionali dell'arte di Khnopff, che in questo modo allude all'esistenza di una realtà «altra» rispetto a quella immediatamente percepibile con i sensi, più profonda e misteriosa, ma proprio per questo enigmatica, ambigua, la cui interpretazione non solo è plurivoca, ma è addirittura difficilissima, se non impossibile (si osservi, in tal senso, il dipinto Chiudo la porta su me stessa).
Nelle opere khnopffiane quest'enigmaticità viene raggiunta anche attraverso una «figurazione estenuata ed androgina» (Cristian Camanzi) e mediante l'adozione di una tavolozza giocata su toni aranciati e blu. Significativo, in tal senso, anche l'utilizzo di tagli rettangolari e strettissimi, chiaramente ispirati alla fotografia (tanto che, più di composizioni, sarebbe più lecito parlare di inquadrature, stante l'analogia con le riprese fotografiche). Nonostante la consistenza di queste peculiarità Khnopff è un artista dalle sicure competenze tecniche: egli, infatti, non esitava a spaziare nei vari generi di rappresentazione (fu infatti paesaggista e ritrattista, ma anche scrittore e conferenziere) e a confrontarsi con le tecniche artistiche più disparate, maneggiando con disinvoltura pastelli, acquerelli, disegni ed olio (Sophie A. Deschamps, ad esempio, ne decanta «la perfezione del disegno»).

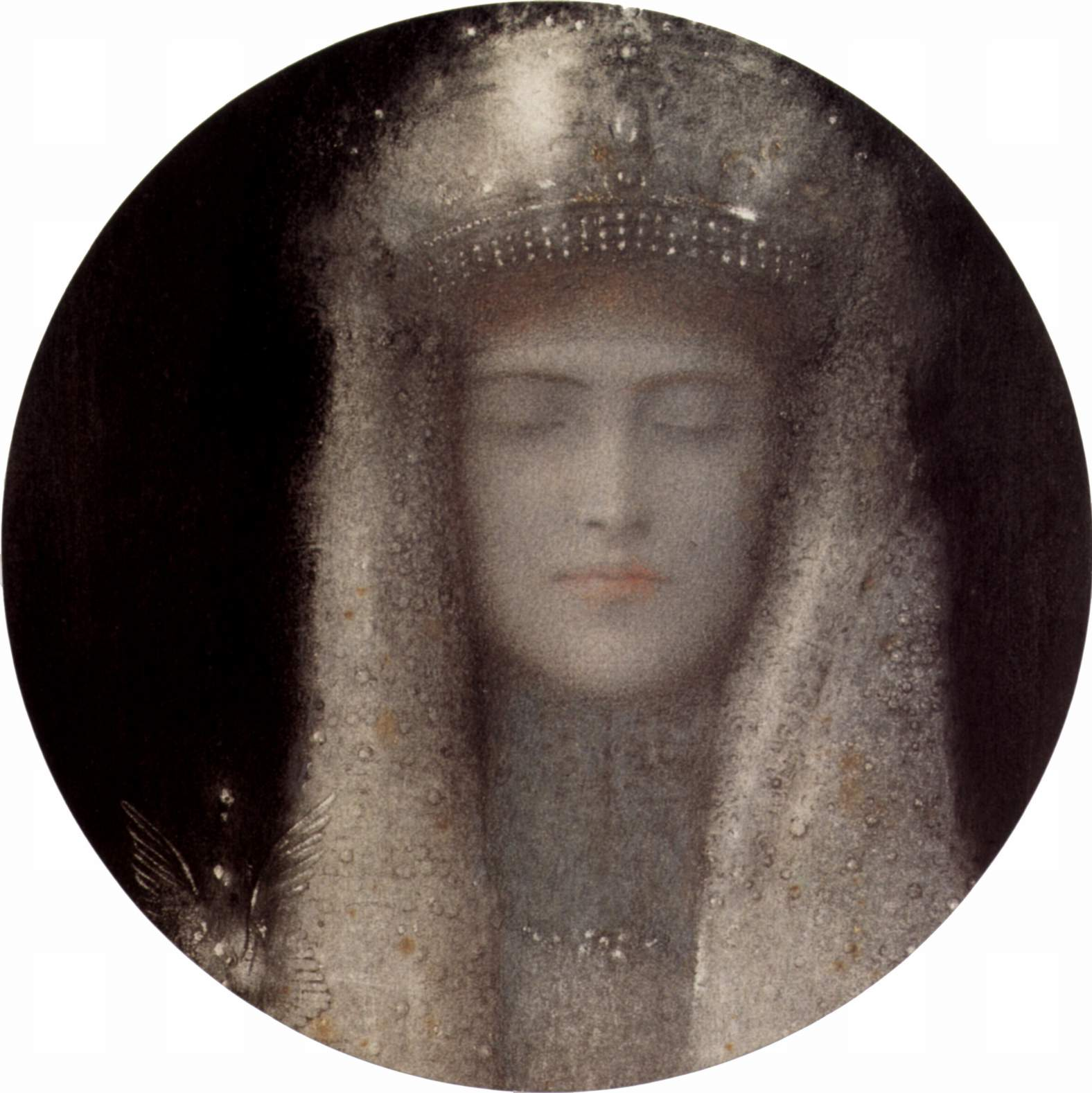
Fernand Khnopff, La tiara d'argento (1911); olio su carta, 54×54.5 cm, Museum of Modern Art, New York

#### La donna
Nell'universo figurativo di Fernand Khnopff, poi, un caratteristico posto di rilievo spetta alla figura della donna:
(Barbara Meletto)
Come emerge nella precedente citazione, Khnopff vive con grande trasporto figurativo il suo rapporto con le donne: donne che, tuttavia, vengono indagate non secondo il giudizio estetico, bensì con il ricorso a una superiore spiritualità. Khnopff, infatti, non si lascia allettare dalla bellezza intrigante dei soggetti e ne scandaglia piuttosto la psiche con grande sensibilità, lasciandone emergere i sentimenti più reconditi e nascosti. Ecco, allora, che le donne khnoppfiane incarnano due tipologie femminili conflagranti. Da una parte, infatti, abbiamo femme fatales voluttuose, sensuali e aggressive, in grado di assoggettare ingannevolmente gli uomini al loro volere, e dall'altra donne-angelo bellissime, pure, spirituali, eppure pallidissime, algide, le quali rivolgono allo spettatore uno sguardo vuoto e minaccioso, senza tuttavia parlare: il silenzio che grava sulle opere di Khnopff, infatti, è palpabile e rumorosissimo. Spesso, poi, Khnopff dimostra come questi due mondi apparentemente antitetici siano in realtà due facce della stessa medaglia. Non a caso, la figura mitologica che egli predilige è la Sfinge, creatura dal corpo bestiale e dalla testa femminile, al contempo mitica e demoniaca, ingegnosa eppure profondamente malvagia: un essere, insomma, che tradisce un'ambiguità del tutto analoga a quella che agita l'inconscio umano.

## Opere
Di seguito si riportano i dipinti di Fernand Khnopff per i quali è disponibile una trattazione specifica su Wikipedia:
- Chiudo la porta su me stessa;
- Le carezze.